# Tribotecc

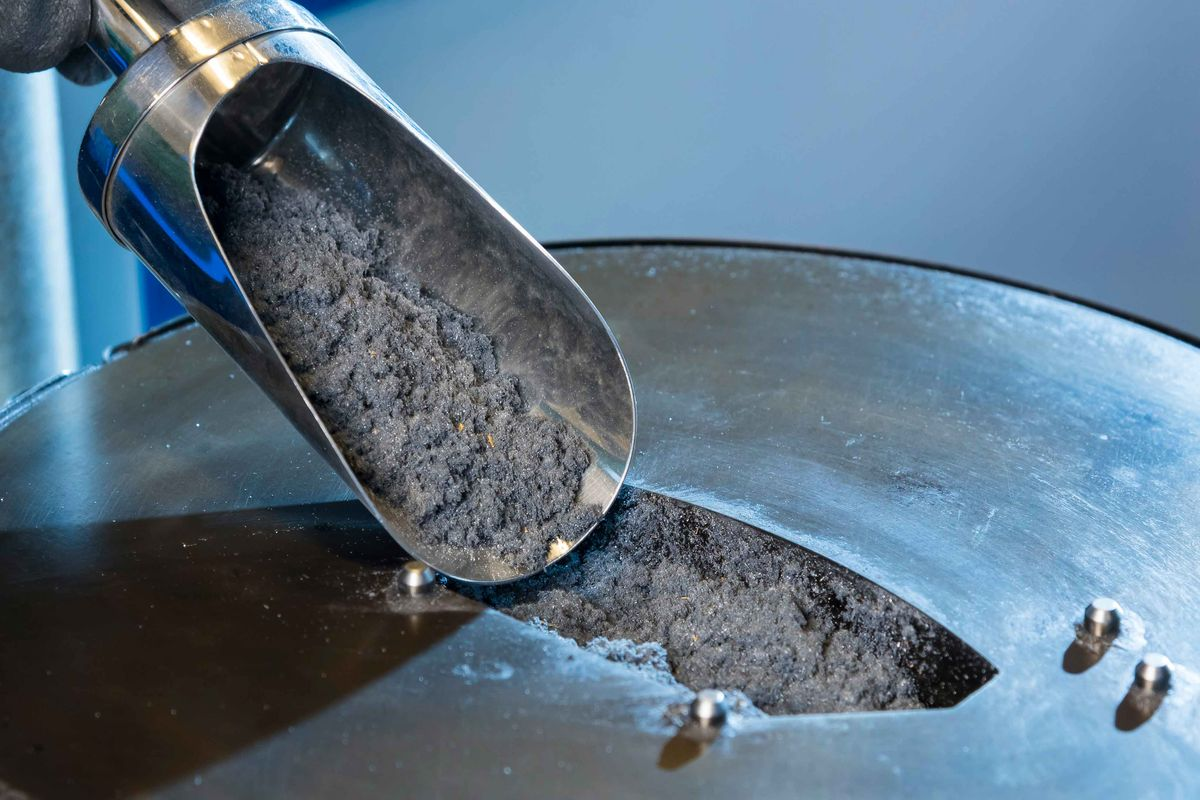
Metallsulfide

Die Tribotecc GmbH ist ein österreichischer Hersteller von Metallsulfiden. Als funktionale Additive kommen sie in Bremsbelägen, Kupplungsbelägen ebenso zum Einsatz wie in Schmiermitteln, Kunststoffen, Sintermetallen, Schleifmitteln, Batterien und anderen Anwendungen.

## Geschichte
Die Tribotecc GmbH geht auf die 1867 gegründete Bleiberger Bergwerks Union AG, die in Bleiberg in Kärnten ihren Hauptsitz hatte und in Arnoldstein bei Villach über ein ausgedehntes Industrieareal verfügte, zurück. 1926 bis 1989 wurden aus der Bleiberger Bergwerks Union die operativen Bereiche in mehrere GmbH, unter anderem die BBU Chemie Ges.m.b.H (später Chemetall Ges.m.b.H) ausgegliedert, die in den Folgejahren verkauft wurden und bis heute die Basis des Industrieparks Arnoldstein darstellen. 2004 wurde die Chemetall Ges.m.b.H an die Rockwood Specialties, Inc verkauft. 2012 fand die Umfirmierung von Chemetall Ges.m.b.H in Tribotecc GmbH statt. 2015 wurde Rockwood Specialties, Inc. an Albemarle Corporation verkauft. Im Jahr 2016 wurde die heutige Tribotecc GmbH von der Treibacher Industrie AG akquiriert. Auch heute noch findet die Produktion der Tribotecc GmbH im Werk in Arnoldstein statt.

## Konzernstruktur
Die Tribotecc GmbH ist ein Tochterunternehmen der Treibacher Industrie AG und der Treibacher Industrieholding, beide im Besitz der Privatstiftungen der Familien Schaschl, dem ehemaligen Geschäftsführer der Wienerberger AG, und Rauch, dem Besitzer der Rauch Fruchtsäfte.

## Produkte
- Synthetische Metallsulfide
- Synthetische, mehrphasige Metallsulfide
- Synthetische Festschmierstoffsysteme basierend auf synthetischen Metallsulfiden
- Natürliche Metallsulfide
- Metallpulver
- Komplexchloride

Die Produkte der Tribotecc finden Anwendung in Reibmaterialien (Brems-, Kupplungs- und industriellen Belägen), Schmierstoffen, Kunststoffen (bei mechanisch hochbelasteten und bewegten Bauteilen), Schleifmitteln, in der Elektronik (Photovoltaik, Batterien) und in der Sintermetallurgie (Sinterformteile).

## Auszeichnungen
Das Unternehmen gewann 2006, damals noch als CHEMETALL Ges.m.b.H firmierend, mit dem Projekt „Synergetische Festschmierstoffsysteme“ den Forschungspreis Kärnten in der Kategorie „Großunternehmen“. Außerdem wurde die Tribotecc 2006 für den Staatspreis Innovation nominiert.
2018 wurde dem Unternehmen das Kärntner Landeswappen und die Auszeichnung „Staatlich ausgezeichneter Ausbildungsbetrieb“ für außergewöhnliche Leistungen in der Ausbildung von Lehrlingen und im Lehrlingswesen verliehen. Außerdem wurde das Unternehmen, da es im Wirtschaftszweig eine führende und allgemein geachtete Stellung einnimmt, gem. § 68 GewO berechtigt, im geschäftlichen Verkehr das Wappen der Republik Österreich (Bundeswappen) zu führen.
Im November 2018 gewann Tribotecc den Innovations- und Forschungspreis des Landes Kärnten in der Kategorie Großunternehmen. Das Siegerprojekt, „funktionelle Fasern“ wurde darüber hinaus für den Staatspreis Innovation nominiert, wo man es unter die besten 6 Nominierten schaffte. Die Faser wurde bereits im Jahre 2015 zum Patent angemeldet.
2019 wurde das Unternehmen mit dem Wirtschaftspreis Primus in der Kategorie „Stille Größe“ ausgezeichnet. 2021 konnte Tribotecc an der Weltausstellung Expo 2020 Dubai teilnehmen und im iLab des Österreich-Pavillons ihr Projekt „Sulfitecc Pentflo – Platinfreier Elektrokatalysator für die Herstellung von Wasserstoff aus Wasser“ ausstellen. Im April 2022 gewann das Unternehmen den KWF Innovations- und Forschungspreis des Landes Kärnten in der Kategorie Großunternehmen mit dem Projekt „NewH2Cat“ und wurde für den Staatspreis Innovation nominiert.

## Standorte
- Arnoldstein: Produktion, Tribologisches Kompetenzzentrum, F&E
- Wien: Vertrieb, Rohstoffeinkauf
- Shanghai: Vertrieb